# Adolphe Amouroux
Charles, Joseph, Adolphe Amouroux (Perpinyà. 12 d'abril de 1836 - ciutat de Guatemala, 18 d'agost de 1886) va ser un notari, periodista i polític reialista francès. Personalitat destacada dels moviments conservador i reialista a la Catalunya del Nord, també fou conegut per haver protagonitzat una fallida memorable que va afectar almenys 200 persones. Aquesta fallida, percebuda per les seves víctimes com a conseqüència d'un complot jueu, fou una de les causes de l'apariciód e l'antisemitisme militant a la fi del segle xix.

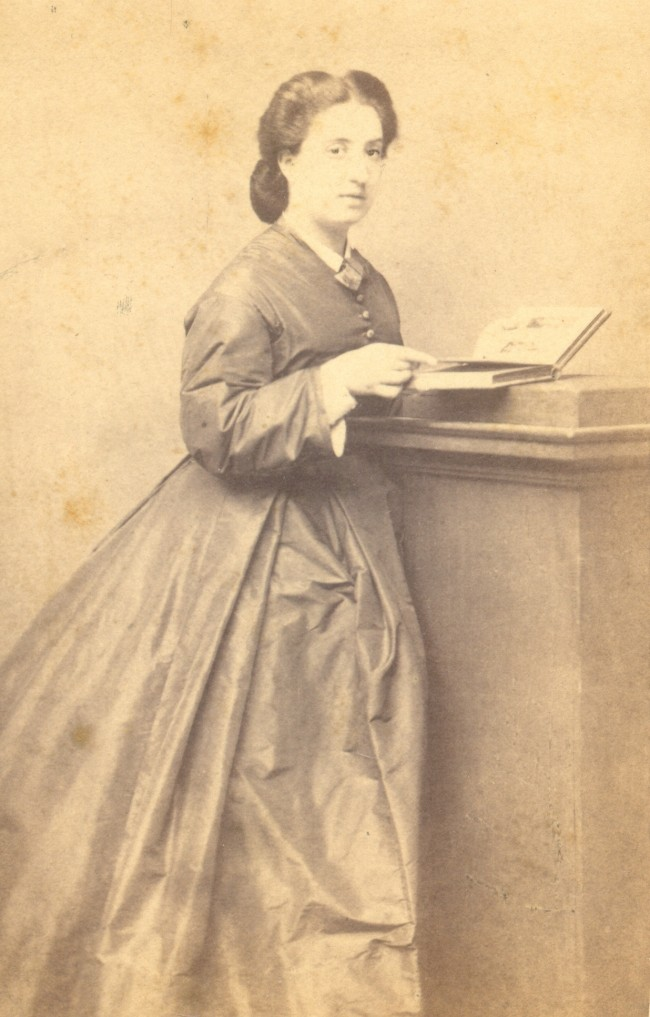
Marie Massot-Reynier, esposa d'Adolphe Amouroux

## Biografia
Era fill d'un notari de Perpinyà. El 1857 es va casar amb Marie Massot, membre d'una família d'impressors. El 1865 va reprendre la carrera del seu pare i fou elegit conseller municipal de Perpinyà de tendència conservadora. Va esdevenir un dels agitadors del moviment reialista i redactor en cap de la revista Roussillon a començaments de la dècada de 1870. Després de la crisi del 16 de maig de 1877 fou nomenat entre les persones destinades a administrar Perpinyà en lloc de l'ajuntament elegit prèviament, que va ser revocat.
Havia invertit massivament la seva fortuna a la banca catòlica Union générale, que va fer fallida en 1882 i que va provocar la seva ruïna. Va haver de tancar la notaria i marxà de França el juny de 1884. El 1884 fou condemnat per contumàcia a 10 anys de reclusió criminal: els notaris feien funcions de banquers en aquella època, i la seva fallida comportava la de nombroses víctimes i posava en dificultats les principals personalitats del departament, entre elles Charles de Lazerme o Pierre Bardou-Job. Exiliat a Guatemala sota u nom fals, Albert Arnaud, hi va morir en 1886

## Mandats
- 1865-1870 i 1877-1878 : Conseller municipal de Perpinyà